# キエフ大公国の分裂
キエフ大公国の分裂（キエフたいこうこくのぶんれつ）と題する本項は、キエフ大公国（ルーシあるいはキエフ・ルーシ）中に複数の公国が分立した時代（1132年 - 1240年）についてまとめたものである。
歴史学上、諸公国が独立国化した12 - 13世紀は「分領制時代」、あるいはソ連期の唯物論的歴史観による歴史区分に基づき「封建的分立期(ru)」と分類されている。この区分は、強権を有したキエフ大公ムスチスラフ（ムスチスラフ・ヴェリーキー）が死亡した1132年をその開始年とみなす。また、1230年代後半のモンゴル帝国軍の侵入ののち、西方からのリトアニア大公国、ポーランド王国の拡張によって、キエフ大公国領の数割がリューリク朝出身者以外の統治下に置かれるという形で終了することになる。この時期のリューリク朝に連なる諸公らは、自身の世襲領となった公国を経営し、子孫に継承していった。なお、キエフ大公国は国家としてモンゴルのルーシ侵攻（1237年 - 1240年）まで存続したとみなされている。
（留意事項）：便宜上、諸公・諸公国の名称、歴史的用語はロシア語に基づくカタカナ語表現を用いている。ウクライナ語・ベラルーシ語についてはリンク先を参照されたし。また、本項であつかう時期（1132年 - 1240年）を分領制時代と表現している。

## 分領制時代以前のルーシ

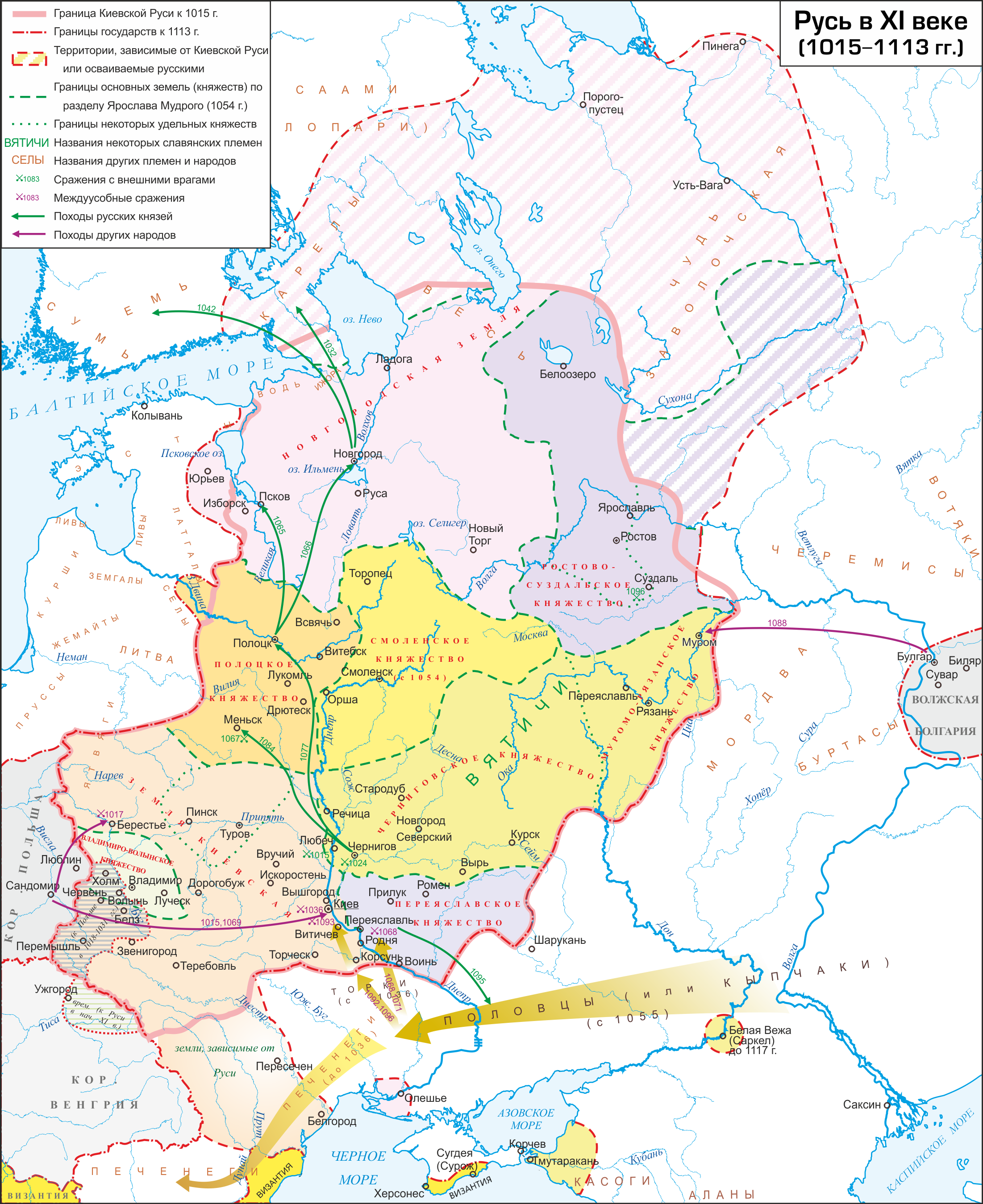
11世紀初頭 - 12世紀初頭のキエフ大公国領

1132年以前にも、キエフ大公国の統一性を危うくする事変は生じていた。11世紀初めのキエフ大公であるウラジーミル（ウラジーミル・スヴャトイ）は自身の12人の子をルーシ各地の主要都市に配置し、キエフ大公国を統治した。しかし1015年にウラジーミルが死ぬと、ノヴゴロドを治めていたヤロスラフと、トゥーロフを領有するスヴャトポルク、トムタラカニ(ru)のムスチスラフ(ru)ら息子たちによる政権闘争が勃発する。最終的に、この闘争はヤロスラフの勝利（1019年スヴャトポルク没、1036年ムスチスラフ没）で終わるが、この時期に、ヤロスラフの兄弟の一人であるイジャスラフの子孫が統治・継承するポロツク公国が独立路線を採り、キエフ大公となったヤロスラフの支配下を離れた。以降、ポロツク公国は他の地域の公国同様、いくつかの分領公国を生みながらも、モンゴルのルーシ侵攻以降のリトアニアの拡張まで、イジャスラフの子孫（ポロツク・イジャスラフ家(ru)）による統治が行われた。なお、ルーシの年代記（レートピシ）は、ポロツク・イジャスラフ家の諸公を「ログヴォロド(ru)の子孫」と記している。ポロツク公国は、ブリャチスラフ、フセスラフと親子間で公位を継承しながら、ヤロスラフとの闘争を続け、ポロツク公国の自立性を高めていった。
1054年にヤロスラフが死亡すると、キエフ大公国は再びその息子たちによって分割相続された。すなわち、最年長のイジャスラフがキエフ、ノヴゴロド、トゥーロフを、スヴャトスラフがチェルニゴフ、リャザン、ムーロム、トムタラカニを、フセヴォロドがペレヤスラヴリ、ロストフ、スーズダリを、ヴャチェスラフがスモレンスクを、イーゴリがヴォルィーニをそれぞれ相続した。彼らは各地を領有する公（クニャージ）であり、公のうちキエフを領有するものは大公（ヴェリーキー・クニャージ）の称号を冠した。これらの公位は、当時の継承法(ru)（順番制、年長順番制）に従って、年功序列に従って継承された。これは、仮に誰かが死亡した場合、その年下の者がその公位を継承し、有していた公位はさらに年下の者に譲渡する、という、一族間での異動を行うものだった。この継承法は、リューリク朝内のある系統による領土の占有、独立を防いだが、一方で、親子間での継承も行われたため、叔父・甥間の相続争いや、継承権を得られない者（イズゴイ）も生み出した。
1097年、公の一人ウラジーミル（ウラジーミル・モノマフ）によって、リューベチ諸公会議が行われた。この諸公会議は、同年まで行われた諸公間の継承戦争を終結させ、諸公の所領を再確認すると共に、その所領を、世襲領（ヴォチナ(ru)）として子孫に継承させていくことを決定したものであった。リューベチ諸公会議の決定事項は、結果的にはキエフ大公国の政治的分裂の始まりをも意味し、各地に独立した公国が生まれる一因となった。ただし、キエフ大公位に就いたウラジーミル・モノマフの統治期（1113年 - 1125年）、その息子ムスチスラフ・ヴェリーキーの統治期（1125年 - 1132年）は、キエフ大公国は安定した時代となった。
しかし、1132年のムスチスラフ・ヴェリーキーの死後、諸公を巻き込む権力闘争が再び行われるようになる。『ノヴゴロド第一年代記』は、1134年の項において、「ルーシの全ての地が分裂した」と記している。例えば12世紀半ばには、ムスチスラフの子イジャスラフと、ムスチスラフの弟ユーリー（ユーリー・ドルゴルーキー）との間で、キエフ大公位をめぐる権力闘争が繰り広げられた。ムスチスラフ以降、長期的に政権を保ったキエフ大公は存在せず、同時に、ルーシ各地の諸公国内での独自の統治、継承が行われていった。

## 分領制時代の諸公国
12世紀の半ばには、ルーシの地には十数の公国（この時期には、公国に従属する分領公国の概念もあらわれ、研究者により13、15、18等の見解がある）が成立していた。年代記では、各公国の領域はゼムリャーと記されている。これら諸公国は、公（クニャージ）、貴族（ボヤーレ）、あるいは民会（ヴェーチェ）による統治が行われ（各層の政治的発言権は公国によって異なる）、時には武力衝突を含む諸公国間の権力闘争が行われた。また、各公国内で、依然として兄・弟間の相続も見られた、さらに、成人男子全員への分割相続制が行われたことによって、各公国内に分領公国が形成され、さらに細分化されていった。
公国によっては、分領制時代以前に年長順番制による公の移動も行われていたが、分領制時代には、原則的にリューリク朝内の各系統の中での相続が主となった。各系統と相続した公国を図示すると以下のようになる。
| リューリク |

|  |  | 数代略 |
|  |  |        |

|  |  |  |  | ウラジーミル・スヴャトイ |
|  |  |  |  |                          |

|  |  |  |  |  |  | イジャスラフ…→ポロツク・イジャスラフ家(ru) - ポロツク公国 |
|  |  |  |  |  |  |                                                           |

|  |  |  |  |  |  | ヤロスラフ |
|  |  |  |  |  |  |            |

|  |  |  |  |  |  |  |  | イジャスラフ…→トゥーロフ・イジャスラフ家(ru) - トゥーロフ公国 |
|  |  |  |  |  |  |  |  |                                                               |

|  |  |  |  |  |  |  |  |  |  | ウラジーミル |
|  |  |  |  |  |  |  |  |  |  |              |

|  |  |  |  |  |  |  |  |  |  |  |  | ロスチスラフ…→ガーリチ・ロスチスラフ家(ru)（分領制時代には廃絶） - ガーリチ公国 |
|  |  |  |  |  |  |  |  |  |  |  |  |                                                                                 |

|  |  |  |  |  |  |  |  | スヴャトスラフ…→スヴャトスラフ家(ru) - ムーロム公国 |
|  |  |  |  |  |  |  |  |                                                     |

|  |  |  |  |  |  |  |  |  |  | オレグ…→オレグ家(ru) - チェルニゴフ公国 |
|  |  |  |  |  |  |  |  |  |  |                                         |

|  |  |  |  |  |  |  |  | フセヴォロド |
|  |  |  |  |  |  |  |  |              |

|  |  |  |  |  |  |  |  |  |  | ウラジーミル・モノマフ…→モノマフ家(ru) |
|  |  |  |  |  |  |  |  |  |  |                                        |

|  |  |  |  |  |  |  |  |  |  |  |  | ムスチスラフ・ヴェリーキー |
|  |  |  |  |  |  |  |  |  |  |  |  |                            |

|  |  |  |  |  |  |  |  |  |  |  |  |  |  | ロスチスラフ…→スモレンスク・ロスチスラフ家(ru) - スモレンスク公国 |
|  |  |  |  |  |  |  |  |  |  |  |  |  |  |                                                                   |

|  |  |  |  |  |  |  |  |  |  |  |  |  |  | イジャスラフ…→ヴォルィーニ・イジャスラフ家(ru) - ヴォルィーニ公国 |
|  |  |  |  |  |  |  |  |  |  |  |  |  |  |                                                                   |

|  |  |  |  |  |  |  |  |  |  |  |  |  |  |  |  | ムスチスラフ |
|  |  |  |  |  |  |  |  |  |  |  |  |  |  |  |  |              |

|  |  |  |  |  |  |  |  |  |  |  |  |  |  |  |  |  |  | ロマン…→ロマン家(ru) - ガーリチ・ヴォルィーニを併せガーリチ・ヴォルィーニ公国 |
|  |  |  |  |  |  |  |  |  |  |  |  |  |  |  |  |  |  |                                                                               |

|  |  |  |  |  |  |  |  |  |  |  |  | ユーリー・ドルゴルーキー…→ユーリー家(ru) - ウラジーミル大公国 |
|  |  |  |  |  |  |  |  |  |  |  |  |                                                               |

1237年の諸公国。
地図上部・左より - 緑：ノヴゴロド公国、桃：ウラジーミル大公国
中部・左より - 朱：ポロツク公国、黄：スモレンスク公国、紫：チェルニゴフ公国、緑：ムーロム公国
下部・左より - 橙：ガーリチ・ヴォルィーニ公国、緑：トゥーロフ公国、青：キエフ公国、朱：ペレヤスラヴリ公国

単一の系統間で相続されなかった公国としては（キエフ公国については次節で後述）、ペレヤスラヴリ公国は、モノマフ家から派生した諸系統による争奪戦が行われた。またノヴゴロド公国は、他公国の権力闘争等の時勢を鑑みつつ、外部からノヴゴロド公が招聘されるのが一般的であり、その意味ではルーシ全体と結びついていた。なお、12世紀後半より、ゴロデンという都市を首都とする公国が、年代記に記されており、これをグロドノを首都とする公国とする説があるが、異論もある。

## キエフとキエフ大公位の位置づけ
分領制時代のキエフは、キエフ周辺（プリピャチ川、ドニエプル川、ローシ川、ホルィニ川に囲まれた領域）を領土とするキエフ公国（あるいはキエフ国）の行政中心地であったが、ルーシ全域に対する政治的権限は縮小した。また、キエフを通り、西欧と中東を結ぶ交易路であったヴァリャーグからギリシアへの道が、十字軍の活動の余波を受けて衰退したことによって、経済活動の面においても重要性は低下していった。
1169年、北東ルーシのウラジーミル大公国のアンドレイ（アンドレイ・ボゴリュブスキー）はキエフを攻略し(ru)、略奪を行った。アンドレイは諸公の中の最長老として認識され、大公（ヴェリーキー・クニャージ）の称号を帯びていたが、キエフを直接統治せずに、弟グレプをキエフに置いて本拠地に戻った。これは、キエフ大公位を諸公の年長者が有するという伝統的な原則が形骸化したことを意味する。アンドレイはウラジーミル大公として、本拠地であるウラジーミル大公国の発展に力を入れた。
ただし、キエフは依然としてルーシ最大の都市であり、1169年のアンドレイの破壊以降も、南ルーシの諸公にとって、キエフとキエフ大公位は魅力的な存在であった。12世紀後半からモンゴルのルーシ侵攻までの間、チェルニゴフ公国のオレグ家、スモレンスク公国のロスチスラフ家、ガーリチ・ヴォルィーニ公国のロマン家の三系統がキエフ大公位の争奪戦を繰り広げた。

## 分領制時代の統一性
キエフ大公国領域（ルーシ）が政権的に分裂し、諸公国が独立した時代であったが、依然としてルーシの地を統一的なものとみなす概念が、以下の事象において存続していた。
キエフとキエフ大公位

分領制時代もキエフは「長老の任ぜられる都市」「母なる都市(ru)」と称された。また、史料において、キエフの統治者を「全ルーシの公」と記したものがある。キエフを中心とするキエフ公国（あるいはキエフ国 / キエフスカヤ・ゼムリャー）はいずれかの系統の世襲領となることはなく、リューリク朝一族全体の遺産とみなされていた。
公の血統

分領制時代を含むキエフ・ルーシ期を通して、諸公国の統治者である公（クニャージ。キエフとウラジーミルの統治者は大公：ヴェリーキー・クニャージ）は、リューリク朝出身者のみが就ける地位だった。また、分領制時代以前に比べれば、その意義は減退していたものの、12世紀末から13世紀前半にかけても、軍事的協議の場として諸公会議(ru)が行われていた。例えば、1223年のモンゴル帝国軍の侵入（カルカ河畔の戦い）に対して、キエフ大公、チェルニゴフ公、ガーリチ公らがキエフで対策を協議している。
文化

キエフ・ルーシ期は、ルーシ一円が、キエフ府主教(ru)の管轄する単一の管区（ミトロポリヤ(ru)）となっていた。ノヴゴロド(ru)、スモレンスク(ru)、ポロツク、スーズダリ(ru)等に下位の管区（エパルヒヤ(ru)）がおかれるなど、組織は複雑化していくが、キエフはルーシにおける正教会の中心地と認識されていた。なお、1160年代より、キエフ府主教は全ルーシの府主教の称号も冠している。
また、各公国の住民は、自身をルーシ、自身の言葉（古東スラヴ語）をルーシの言葉と呼び、各公国で編纂された年代記（レートピシ）は、初代キエフ大公の活動とキエフに関する物語から書き始められた。

## 諸公国の分立の影響
諸公国の分立は、各地での都市の成長、植民都市の形成、文化の発達、経済活動の活性化につながった。分領制時代は、ルーシ全域の経済的発展を反映した、独立の政治・経済中心地が多数出現した時代とみなされる。ただし、各地への分権化は、ルーシ外からの侵入に対する防衛力の低下をも引き起こした。1230年代のモンゴルの侵入とその後の支配がたやすく行われたのは、この政治的分裂にその原因がある。なお、モンゴルのルーシ侵攻に限らず、分領制時代には、ルーシ北部・西部のポロツク公国、プスコフ公国、ノヴゴロド公国、スモレンスク公国等はドイツ騎士団やリトアニア人勢力の侵入に直面しており、またルーシ南西に位置するガーリチ公国は、ハンガリー王国からの政治的介入に見舞われた。
分領制時代以降のルーシ

モンゴルのルーシ侵攻は、ルーシの諸公国の諸都市を蹂躙し、1240年にキエフも陥落した。ルーシの東部・南部はジョチ・ウルスの統括下に置かれた。その後はリトアニア大公国が拡張し、同地を領有し始める。一方、北東ルーシではモスクワ大公国が台頭し、徐々に周辺諸公国を併合していった。ルーシの再統一(ru)は、14 - 15世紀に、この二つの大公国に統合される形でなされることになる。